# Martha Soukup
Martha Soukup (Aurora, 20 luglio 1959) è una scrittrice di fantascienza statunitense, che nel 1995 ha vinto il Premio Nebula per il miglior racconto con "A Defense of the Social Contracts".
Sul racconto Over the Long Haul è stato tratto il film (cortometraggio) Override, prodotto per la televisione nel 1994 (regia di Danny Glover, con Lou Diamond Phillips ed Emily Lloyd).